# Nelspruit

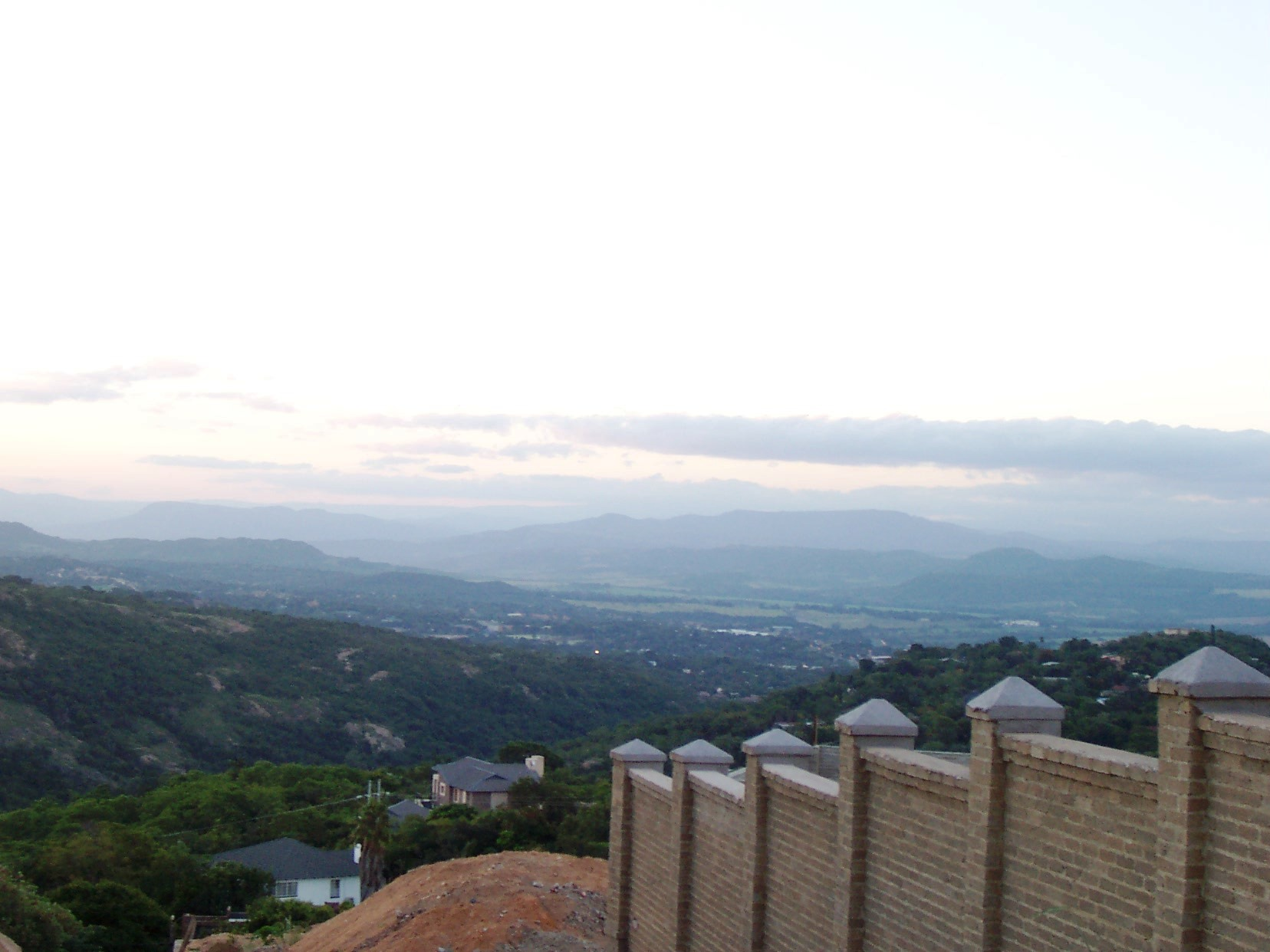
Utsikt från Nelspruit.

Nelspruit (numera officiellt Mbombela) är en stad i Sydafrika. Staden är huvudort i Mpumalangaprovinsen (tidigare östra Transvaal) i östra Sydafrika, och hade 58 672 invånare vid folkräkningen 2011. Nelspruit ligger vid Krokodilfloden, 60 kilometer från den moçambesiska gränsen och 330 kilometer öster om Johannesburg. 
Nelspruit grundades år 1905 av tre bröder ur Nelfamiljen som vallade runt sina kor under vintermånaderna. Här finns en flygplats, Kruger Mpumalanga, som huvudsakligen används för flygningar till och från storstaden Johannesburg. Nelspruit ligger i närheten av Kruger nationalpark, som är belägen vid gränsen till Moçambique.
Staden byggde ett nytt fotbollsstadion inför fotbolls-VM 2010. Namnet på stadion är Mbombelastadion, och den har plats för 43 500 åskådare.